# Taverner Consort

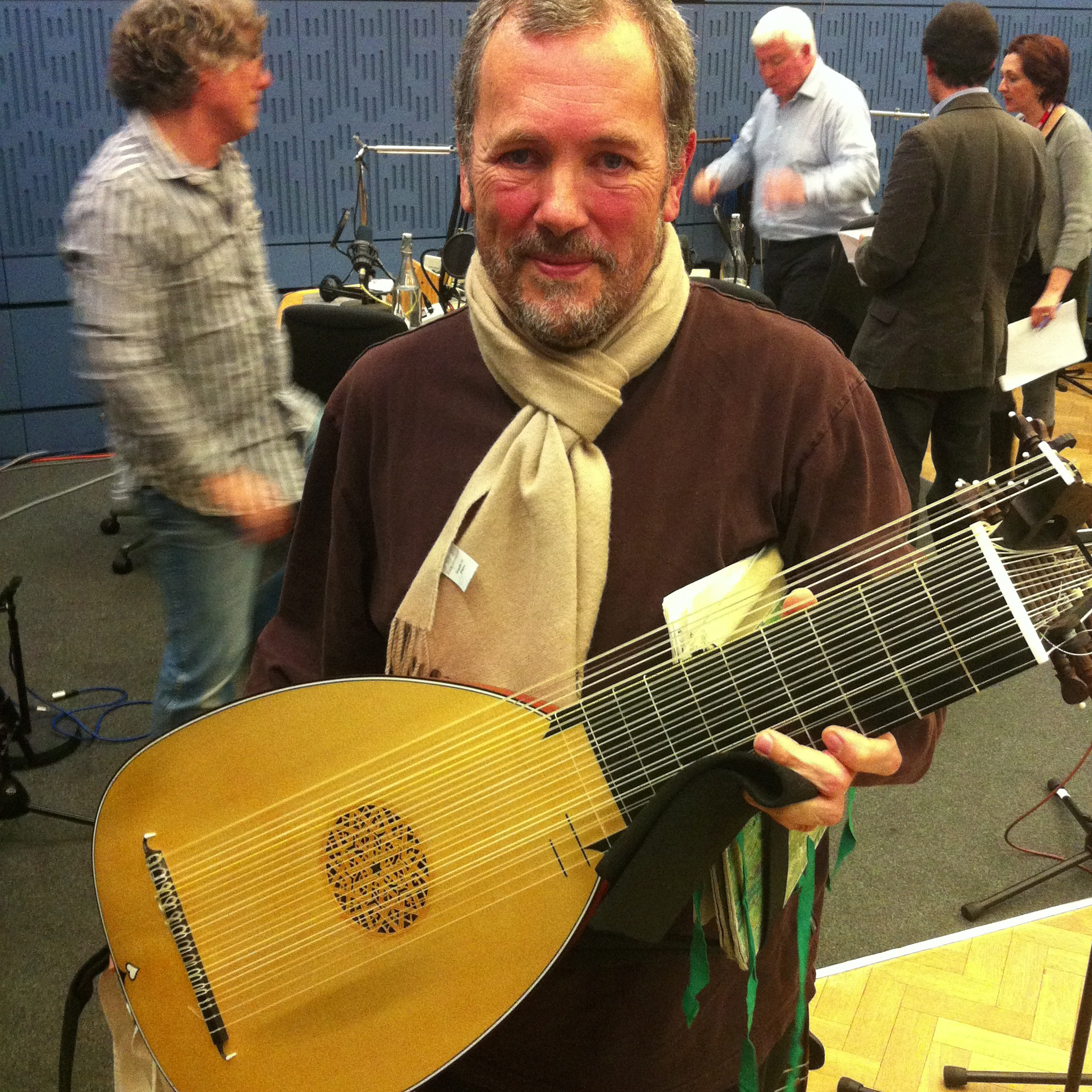
Luthier

Le Taverner Consort and Players est un ensemble de musique ancienne instrumental, vocal et choral, nommé d'après le compositeur anglais du XVIe siècle John Taverner. 
Fondé par Andrew Parrott en 1973, l'ensemble fut dirigé jusqu'aux début des années 1990 par le violoniste baroque John Holloway, et fit plusieurs enregistrements.